# Killiecrankie
Killiecrankie (schott.-gäl.: Coille Chneagaidh) ist ein Dorf in Perth and Kinross, Schottland am Fluss Garry. Es liegt am Pass von Killiecrankie an der A9. Im Dorf steht ein Kraftwerk des Tummel Hydro-Electric Power Scheme. Ein Großteil des Ufers gehört dem National Trust for Scotland.
Während des Jakobitenaufstands 1689 wurde am 27. Juli 1689 die Schlacht von Killiecrankie am Nordrand des Dorfes ausgetragen. Donald MacBane, der für die Seite des Wilhelm III. von Oranien kämpfte, verlor die Schlacht und soll den Fluss an The Soldier’s Leap überquert haben. Der National Trust for Scotland betreibt hier ein Besucherzentrum, das 2024 von etwa 184.000 Personen besucht wurde.